# Elecciones provinciales de Santa Fe de 1940-1941
Las elecciones generales de la provincia de Santa Fe de 1940 tuvieron lugar el domingo 15 de diciembre del mencionado año con el objetivo de renovar la gobernación de la provincia y la mitad de las bancas de ambas cámaras legislativas para el período 1941-1945. Fueron las octavas elecciones provinciales santafesinas desde la instauración del sufragio secreto en el país. Sin embargo, se realizaron en el marco de la Década Infame, en las que el régimen conservador imperante en el país recurría al fraude electoral para perpetuarse en el poder, tanto a nivel nacional como provincial.
Enrique Mosca, de la Unión Cívica Radical (UCR), principal partido opositor al régimen, obtuvo la primera minoría de votos por escaso margen, con el 37.46%. Sin embargo, el candidato de la oficialista Unión Cívica Radical de Santa Fe (UCR-SF), favorable al conservadurismo gobernante, Joaquín Argonz, que fue el segundo candidato más votado con el 35.83%, obtuvo 33 de los 60 escaños en el Colegio Electoral Provincial contra 27 de Mosca, garantizándose la gobernación por escaso margen, en medio de acusaciones de fraude electoral e intimidación a los votantes.
El 15 de enero de 1941 los 33 electores de la Unión Cívica Radical de Santa Fe declararon cesantes a los 27 electores Unión Cívica Radical por sus inasistencias al Colegio Electoral. El 9 de febrero de 1941 se realizaron nuevas elecciones en los departamentos ganados en diciembre por la Unión Cívica Radical. La Unión Cívica Radical y el Partido Demócrata Progresista no participaron de estos nuevos comicios, siendo la Unión Cívica Radical de Santa Fe el único partido en participar.
El 21 de febrero de 1941 el Colegio Electoral Provincial eligió a Joaquín Argonz y Emilio G. Leiva por unanimidad con 60 votos.
Argonz asumió la gobernación santafesina el 10 de abril de 1941, reemplazando al gobernador saliente Manuel María de Iriondo.
Argonz no completó el mandato constitucional ya que fue depuesto en junio de 1943 por el golpe de Estado que tuvo lugar a nivel nacional.

## Cargos a elegir
| Departamento     | A elegir  | A elegir  | A elegir  |
| Departamento     | Electores | Diputados | Senadores |
| ---------------- | --------- | --------- | --------- |
| Belgrano         | 2         | —         | —         |
| Caseros          | 3         | 1         | —         |
| Castellanos      | 4         | 3         | 1         |
| Constitución     | 3         | —         | —         |
| Garay            | 2         | —         | —         |
| General López    | 3         | 1         | —         |
| General Obligado | 2         | —         | —         |
| Iriondo          | 3         | 1         | 1         |
| La Capital       | 4         | —         | 1         |
| Las Colonias     | 4         | 2         | —         |
| Nueve de Julio   | 2         | 1         | 1         |
| Rosario          | 11        | 6         | —         |
| San Cristóbal    | 2         | 1         | —         |
| San Javier       | 2         | —         | —         |
| San Jerónimo     | 3         | 1         | 1         |
| San Justo        | 2         | 1         | 1         |
| San Lorenzo      | 3         | 2         | —         |
| San Martín       | 3         | 1         | —         |
| Vera             | 2         | —         | 1         |
| Total            | 60        | 21        | 7         |

## Resultados

### 15 de diciembre de 1940
| Fórmula                             | Fórmula                             | Partido                             | Partido                             | Votos   | %     | Electores | Diputados | Senadores |
| Gobernador                          | Vicegobernador                      | Partido                             | Partido                             | Votos   | %     | Electores | Diputados | Senadores |
| ----------------------------------- | ----------------------------------- | ----------------------------------- | ----------------------------------- | ------- | ----- | --------- | --------- | --------- |
| Enrique Mosca                       | Juan del Matti                      |                                     | Unión Cívica Radical                | 95.449  | 37,41 | 27/60     | 9/21      | 3/7       |
| Joaquín Argonz                      | Emilio G. Leiva                     |                                     | Unión Cívica Radical de Santa Fe    | 91.062  | 35,69 | 33/60     | 12/21     | 4/7       |
| Luciano Molinas                     | José N. Antelo                      |                                     | Partido Demócrata Progresista       | 65.688  | 25,74 |           |           |           |
|                                     |                                     |                                     | Partido Socialista                  | 2.960   | 1,16  |           |           |           |
| Votos positivos                     | Votos positivos                     | Votos positivos                     | Votos positivos                     | 255.159 | 95,40 |           |           |           |
| Votos en blanco                     | Votos en blanco                     | Votos en blanco                     | Votos en blanco                     | 12.308  | 4,60  |           |           |           |
| Total de votos                      | Total de votos                      | Total de votos                      | Total de votos                      | 267.467 | 71,33 |           |           |           |
| Electores registrados/participación | Electores registrados/participación | Electores registrados/participación | Electores registrados/participación | 374.972 | 100   |           |           |           |
| Fuentes:                            |                                     |                                     |                                     |         |       |           |           |           |

#### Resultados por departamentos
| Belgrano 2 Electores                               | Belgrano 2 Electores                | Belgrano 2 Electores | Belgrano 2 Electores | Belgrano 2 Electores | Belgrano 2 Electores | Belgrano 2 Electores   |
| Partido                                            | Partido                             | Votos                | %                    | Electos | Electos | Electos                |
| Partido                                            | Partido                             | Votos                | %                    | Electores | Diputados | Senadores              |
| -------------------------------------------------- | ----------------------------------- | -------------------- | -------------------- | --- | --- | ---------------------- |
|                                                    | Unión Cívica Radical                | 2.195                | 36,95                | - Carlos María Qüesta - José Charo | No elige | No elige               |
|                                                    | Unión Cívica Radical de Santa Fe    | 1.893                | 31,87                | | |                        |
|                                                    | Partido Demócrata Progresista       | 1.816                | 30,57                | | |                        |
|                                                    | Partido Socialista                  | 36                   | 0,61                 | | |                        |
| Votos positivos                                    | Votos positivos                     | 5.940                | 96,76                | | |                        |
| Votos en blanco                                    | Votos en blanco                     | 199                  | 3,24                 | | |                        |
| Total de votos                                     | Total de votos                      | 6.139                | 100                  | | |                        |
| Electores registrados/participación                | Electores registrados/participación | 7.493                | 81,93                | | |                        |
| Caseros 3 Electores y 1 Diputado                   |                                     |                      |                      | | |                        |
| Partido                                            | Partido                             | Votos                | %                    | Electos | Electos | Electos                |
| Partido                                            | Partido                             | Votos                | %                    | Electores | Diputados | Senadores              |
|                                                    | Unión Cívica Radical de Santa Fe    | 4.687                | 39,30                | - Gerónimo Buso - Francisco D. Carelli - Amancio Losada | - Víctor Bigan | No elige               |
|                                                    | Partido Demócrata Progresista       | 4.002                | 33,55                | | |                        |
|                                                    | Unión Cívica Radical                | 3.163                | 26,52                | | |                        |
|                                                    | Partido Socialista                  | 75                   | 0,63                 | | |                        |
| Votos positivos                                    | Votos positivos                     | 11.927               | 91,46                | | |                        |
| Votos en blanco                                    | Votos en blanco                     | 1.113                | 8,54                 | | |                        |
| Total de votos                                     | Total de votos                      | 13.040               | 100                  | | |                        |
| Electores registrados/participación                | Electores registrados/participación | 16.038               | 81,31                | | |                        |
| Castellanos 4 Electores, 3 Diputados y 1 Senador   |                                     |                      |                      | | |                        |
| Partido                                            | Partido                             | Votos                | %                    | Electos | Electos | Electos                |
| Partido                                            | Partido                             | Votos                | %                    | Electores | Diputados | Senadores              |
|                                                    | Unión Cívica Radical                | 6.608                | 46,80                | - Wilfredo P. M. Miró - Miguel N. Rostagno - Hermindo Bertolaccini - Francisco L. Gallo | - José F. Gutiérrez - Honorio J. Basaldúa - José Antonio Álvarez                                                                | - Alfredo Grassi       |
|                                                    | Unión Cívica Radical de Santa Fe    | 4.205                | 29,78                | | |                        |
|                                                    | Partido Demócrata Progresista       | 3.207                | 22,71                | | |                        |
|                                                    | Partido Socialista                  | 101                  | 0,72                 | | |                        |
| Votos positivos                                    | Votos positivos                     | 14.121               | 96,37                | | |                        |
| Votos en blanco                                    | Votos en blanco                     | 532                  | 3,63                 | | |                        |
| Total de votos                                     | Total de votos                      | 14.653               | 100                  | | |                        |
| Electores registrados/participación                | Electores registrados/participación | 18.881               | 77,61                | | |                        |
| Constitución 3 Electores                           |                                     |                      |                      | | |                        |
| Partido                                            | Partido                             | Votos                | %                    | Electos | Electos | Electos                |
| Partido                                            | Partido                             | Votos                | %                    | Electores | Diputados | Senadores              |
|                                                    | Unión Cívica Radical de Santa Fe    | 4.353                | 41,41                | - Juan R. Rodeyro - José J. Brambilla - Julio Marzoratti | No elige | No elige               |
|                                                    | Partido Demócrata Progresista       | 3.603                | 34,27                | | |                        |
|                                                    | Unión Cívica Radical                | 2.533                | 24,09                | | |                        |
|                                                    | Partido Socialista                  | 24                   | 0,23                 | | |                        |
| Votos positivos                                    | Votos positivos                     | 10.513               | 97,90                | | |                        |
| Votos en blanco                                    | Votos en blanco                     | 226                  | 2,10                 | | |                        |
| Total de votos                                     | Total de votos                      | 10.739               | 100                  | | |                        |
| Electores registrados/participación                | Electores registrados/participación | 14.717               | 72,97                | | |                        |
| Garay 2 Electores                                  |                                     |                      |                      | | |                        |
| Partido                                            | Partido                             | Votos                | %                    | Electos | Electos | Electos                |
| Partido                                            | Partido                             | Votos                | %                    | Electores | Diputados | Senadores              |
|                                                    | Unión Cívica Radical de Santa Fe    | 950                  | 51,55                | - Ricardo Vigo - Pedro F. B. Etchevarnes | No elige | No elige               |
|                                                    | Unión Cívica Radical                | 803                  | 43,57                | | |                        |
|                                                    | Partido Demócrata Progresista       | 90                   | 4,88                 | | |                        |
| Votos positivos                                    | Votos positivos                     | 1.843                | 96,64                | | |                        |
| Votos en blanco                                    | Votos en blanco                     | 64                   | 3,36                 | | |                        |
| Total de votos                                     | Total de votos                      | 1.907                | 100                  | | |                        |
| Electores registrados/participación                | Electores registrados/participación | 3.114                | 61,24                | | |                        |
| General López 3 Electores y 1 Diputado             |                                     |                      |                      | | |                        |
| Partido                                            | Partido                             | Votos                | %                    | Electos | Electos | Electos                |
| Partido                                            | Partido                             | Votos                | %                    | Electores | Diputados | Senadores              |
|                                                    | Unión Cívica Radical de Santa Fe    | 8.628                | 43,00                | - Santiago Zamboni - Ernesto di Batista - Arturo Pucci | - Alejandro G. López | No elige               |
|                                                    | Unión Cívica Radical                | 7.184                | 35,81                | | |                        |
|                                                    | Partido Demócrata Progresista       | 4.159                | 20,73                | | |                        |
|                                                    | Partido Socialista                  | 93                   | 0,46                 | | |                        |
| Votos positivos                                    | Votos positivos                     | 20.064               | 95,92                | | |                        |
| Votos en blanco                                    | Votos en blanco                     | 853                  | 4,08                 | | |                        |
| Total de votos                                     | Total de votos                      | 20.917               | 100                  | | |                        |
| Electores registrados/participación                | Electores registrados/participación | 31.991               | 65,38                | | |                        |
| General Obligado 2 Electores                       |                                     |                      |                      | | |                        |
| Partido                                            | Partido                             | Votos                | %                    | Electos | Electos | Electos                |
| Partido                                            | Partido                             | Votos                | %                    | Electores | Diputados | Senadores              |
|                                                    | Unión Cívica Radical                | 4.651                | 46,04                | - Florentino Gil - José Kiener | No elige | No elige               |
|                                                    | Unión Cívica Radical de Santa Fe    | 3.630                | 35,93                | | |                        |
|                                                    | Partido Demócrata Progresista       | 1.045                | 10,34                | | |                        |
|                                                    | Partido Socialista                  | 776                  | 7,68                 | | |                        |
| Votos positivos                                    | Votos positivos                     | 10.102               | 97,66                | | |                        |
| Votos en blanco                                    | Votos en blanco                     | 242                  | 2,34                 | | |                        |
| Total de votos                                     | Total de votos                      | 10.344               | 100                  | | |                        |
| Electores registrados/participación                | Electores registrados/participación | 18.626               | 55,54                | | |                        |
| Iriondo 3 Electores, 1 Diputado y 1 Senador        |                                     |                      |                      | | |                        |
| Partido                                            | Partido                             | Votos                | %                    | Electos | Electos | Electos                |
| Partido                                            | Partido                             | Votos                | %                    | Electores | Diputados | Senadores              |
|                                                    | Unión Cívica Radical de Santa Fe    | 3.181                | 36,98                | - Atilio de Gasperi - Mario C. Medina - Francisco Perazzi | - Juan B. M. Morgarello | - Domingo A. Graffigna |
|                                                    | Partido Demócrata Progresista       | 2.865                | 33,30                | | |                        |
|                                                    | Unión Cívica Radical                | 2.508                | 29,15                | | |                        |
|                                                    | Partido Socialista                  | 49                   | 0,57                 | | |                        |
| Votos positivos                                    | Votos positivos                     | 8.603                | 94,35                | | |                        |
| Votos en blanco                                    | Votos en blanco                     | 515                  | 5,55                 | | |                        |
| Total de votos                                     | Total de votos                      | 9.118                | 100                  | | |                        |
| Electores registrados/participación                | Electores registrados/participación | 12.398               | 73,54                | | |                        |
| La Capital 4 Electores y 1 Senador                 |                                     |                      |                      | | |                        |
| Partido                                            | Partido                             | Votos                | %                    | Electos | Electos | Electos                |
| Partido                                            | Partido                             | Votos                | %                    | Electores | Diputados | Senadores              |
|                                                    | Unión Cívica Radical                | 14.378               | 46,11                | - Egidio Caffaratti - Ramón L. Garay - Fulgencio V. Acuña - Eduardo P. Salatín | No elige | - Enrique G. Candioti  |
|                                                    | Unión Cívica Radical de Santa Fe    | 11.950               | 38,32                | | |                        |
|                                                    | Partido Demócrata Progresista       | 4.428                | 14,20                | | |                        |
|                                                    | Partido Socialista                  | 426                  | 1,37                 | | |                        |
| Votos positivos                                    | Votos positivos                     | 31.182               | 94,90                | | |                        |
| Votos en blanco                                    | Votos en blanco                     | 1.675                | 5,10                 | | |                        |
| Total de votos                                     | Total de votos                      | 32.857               | 100                  | | |                        |
| Electores registrados/participación                | Electores registrados/participación | 46.033               | 71,38                | | |                        |
| Las Colonias 4 Electores y 2 Diputados             |                                     |                      |                      | | |                        |
| Partido                                            | Partido                             | Votos                | %                    | Electos | Electos | Electos                |
| Partido                                            | Partido                             | Votos                | %                    | Electores | Diputados | Senadores              |
|                                                    | Unión Cívica Radical de Santa Fe    | 4.831                | 39,78                | - Luis A. Tabernig - Juan Berardo - Miguel C. J. Cavallero - Juan Pfening | - Manuel J. R. Ninci - Francisco Rafael Vega Milesi                                                                             | No elige               |
|                                                    | Unión Cívica Radical                | 4.315                | 35,53                | | |                        |
|                                                    | Partido Demócrata Progresista       | 2.997                | 24,68                | | |                        |
| Total de votos                                     | Total de votos                      | 12.143               | 100                  | | |                        |
| Electores registrados/participación                | Electores registrados/participación | 16.103               | 75,41                | | |                        |
| Nueve de Julio 2 Electores, 1 Diputado y 1 Senador |                                     |                      |                      | | |                        |
| Partido                                            | Partido                             | Votos                | %                    | Electos | Electos | Electos                |
| Partido                                            | Partido                             | Votos                | %                    | Electores | Diputados | Senadores              |
|                                                    | Unión Cívica Radical de Santa Fe    | 1.165                | 54,80                | - Avelino E. González - Roberto Gil Vázquez | - I. Leonidas Leguizamón | - Rodolfo A. Romero    |
|                                                    | Unión Cívica Radical                | 915                  | 43,04                | | |                        |
|                                                    | Partido Demócrata Progresista       | 46                   | 2,16                 | | |                        |
| Votos positivos                                    | Votos positivos                     | 2.126                | 98,11                | | |                        |
| Votos en blanco                                    | Votos en blanco                     | 41                   | 1,89                 | | |                        |
| Total de votos                                     | Total de votos                      | 2.167                | 100                  | | |                        |
| Electores registrados/participación                | Electores registrados/participación | 4.558                | 47,54                | | |                        |
| Rosario 11 Electores y 6 Diputados                 |                                     |                      |                      | | |                        |
| Partido                                            | Partido                             | Votos                | %                    | Electos | Electos | Electos                |
| Partido                                            | Partido                             | Votos                | %                    | Electores | Diputados | Senadores              |
|                                                    | Unión Cívica Radical                | 27.734               | 36,34                | - Eduardo A. Núñez - Juan E. de Larrechea - Elías F. de la Puente - Juan Carlos Chiodi - Juan J. Noriega - Nicolás Laurino - Manuel A. Álvarez - Armando B. Rousseau - Julio A. Yaconcick - Bartolomé Ferreyra - Rodolfo Goyenechea | - Nicolás Rubino Sidney - Eloy Santillán Vergara - Eulogio Sosa - Alberto C. Molina - Ángel Daniel Cardozo - Horacio D. Saccone | No elige               |
|                                                    | Partido Demócrata Progresista       | 25.570               | 33,50                | | |                        |
|                                                    | Unión Cívica Radical de Santa Fe    | 21.812               | 28,58                | | |                        |
|                                                    | Partido Socialista                  | 1.211                | 1,59                 | | |                        |
| Votos positivos                                    | Votos positivos                     | 76.327               | 94,68                | | |                        |
| Votos en blanco                                    | Votos en blanco                     | 4.293                | 5,32                 | | |                        |
| Total de votos                                     | Total de votos                      | 80.620               | 100                  | | |                        |
| Electores registrados/participación                | Electores registrados/participación | 110.893              | 72,70                | | |                        |
| San Cristóbal 2 Electores y 1 Diputado             |                                     |                      |                      | | |                        |
| Partido                                            | Partido                             | Votos                | %                    | Electos | Electos | Electos                |
| Partido                                            | Partido                             | Votos                | %                    | Electores | Diputados | Senadores              |
|                                                    | Unión Cívica Radical de Santa Fe    | 3.084                | 38,14                | - Armando Fasola - Francisco Storero | - Julio Santiago Hereñú | No elige               |
|                                                    | Unión Cívica Radical                | 2.870                | 35,50                | | |                        |
|                                                    | Partido Demócrata Progresista       | 2.112                | 26,12                | | |                        |
|                                                    | Partido Socialista                  | 19                   | 0,24                 | | |                        |
| Votos positivos                                    | Votos positivos                     | 8.085                | 96,41                | | |                        |
| Votos en blanco                                    | Votos en blanco                     | 301                  | 3,59                 | | |                        |
| Total de votos                                     | Total de votos                      | 8.386                | 100                  | | |                        |
| Electores registrados/participación                | Electores registrados/participación | 12.933               | 64,84                | | |                        |
| San Javier 2 Electores                             |                                     |                      |                      | | |                        |
| Partido                                            | Partido                             | Votos                | %                    | Electos | Electos | Electos                |
| Partido                                            | Partido                             | Votos                | %                    | Electores | Diputados | Senadores              |
|                                                    | Unión Cívica Radical                | 1.728                | 69,87                | - Manuel Gil - José J. Camera | No elige | No elige               |
|                                                    | Unión Cívica Radical de Santa Fe    | 587                  | 23,74                | | |                        |
|                                                    | Partido Demócrata Progresista       | 155                  | 6,27                 | | |                        |
|                                                    | Partido Socialista                  | 3                    | 0,12                 | | |                        |
| Votos positivos                                    | Votos positivos                     | 2.473                | 94,14                | | |                        |
| Votos en blanco                                    | Votos en blanco                     | 154                  | 5,86                 | | |                        |
| Total de votos                                     | Total de votos                      | 2.627                | 100                  | | |                        |
| Electores registrados/participación                | Electores registrados/participación | 4.425                | 59,37                | | |                        |
| San Jerónimo 3 Electores, 1 Diputado y 1 Senador   |                                     |                      |                      | | |                        |
| Partido                                            | Partido                             | Votos                | %                    | Electos | Electos | Electos                |
| Partido                                            | Partido                             | Votos                | %                    | Electores | Diputados | Senadores              |
|                                                    | Unión Cívica Radical de Santa Fe    | 4.220                | 36,32                | - Andrés E. Canto - Bartolomé Rambaldo - Cayetano Galeazzi | - José J. Véscovi | - Fernando R. Ramírez  |
|                                                    | Partido Demócrata Progresista       | 3.650                | 31,41                | | |                        |
|                                                    | Unión Cívica Radical                | 3.648                | 31,39                | | |                        |
|                                                    | Partido Socialista                  | 102                  | 0,88                 | | |                        |
| Votos positivos                                    | Votos positivos                     | 11.620               | 92,21                | | |                        |
| Votos en blanco                                    | Votos en blanco                     | 981                  | 7,79                 | | |                        |
| Total de votos                                     | Total de votos                      | 12.601               | 100                  | | |                        |
| Electores registrados/participación                | Electores registrados/participación | 14.631               | 86,13                | | |                        |
| San Justo 2 Electores, 1 Diputado y 1 Senador      |                                     |                      |                      | | |                        |
| Partido                                            | Partido                             | Votos                | %                    | Electos | Electos | Electos                |
| Partido                                            | Partido                             | Votos                | %                    | Electores | Diputados | Senadores              |
|                                                    | Unión Cívica Radical de Santa Fe    | 2.086                | 43,37                | - Antonio P. Recalde - Raúl Schiavi | - José Marini | - Genaro Lassaga       |
|                                                    | Unión Cívica Radical                | 1.926                | 40,04                | | |                        |
|                                                    | Partido Demócrata Progresista       | 798                  | 16,59                | | |                        |
| Votos positivos                                    | Votos positivos                     | 4.810                | 97,23                | | |                        |
| Votos en blanco                                    | Votos en blanco                     | 137                  | 2,77                 | | |                        |
| Total de votos                                     | Total de votos                      | 4.947                | 100                  | | |                        |
| Electores registrados/participación                | Electores registrados/participación | 7.676                | 64,445               | | |                        |
| San Lorenzo 3 Electores y 2 Diputados              |                                     |                      |                      | | |                        |
| Partido                                            | Partido                             | Votos                | %                    | Electos | Electos | Electos                |
| Partido                                            | Partido                             | Votos                | %                    | Electores | Diputados | Senadores              |
|                                                    | Unión Cívica Radical de Santa Fe    | 3.567                | 39,39                | - Carlos A. Goytía - Carlos Fumagalli - Marcelo J. Amsler | - Ricardo A. Herren - José Rodríguez Hertz                                                                                      | No elige               |
|                                                    | Unión Cívica Radical                | 3.157                | 34,86                | | |                        |
|                                                    | Partido Demócrata Progresista       | 2.327                | 25,70                | | |                        |
|                                                    | Partido Socialista                  | 5                    | 0,06                 | | |                        |
| Votos positivos                                    | Votos positivos                     | 9.056                | 96,29                | | |                        |
| Votos en blanco                                    | Votos en blanco                     | 349                  | 3,71                 | | |                        |
| Total de votos                                     | Total de votos                      | 9.405                | 100                  | | |                        |
| Electores registrados/participación                | Electores registrados/participación | 11.626               | 80,90                | | |                        |
| San Martín 3 Electores y 1 Diputado                |                                     |                      |                      | | |                        |
| Partido                                            | Partido                             | Votos                | %                    | Electos | Electos | Electos                |
| Partido                                            | Partido                             | Votos                | %                    | Electores | Diputados | Senadores              |
|                                                    | Unión Cívica Radical de Santa Fe    | 4.236                | 43,95                | - Ramón I. Pousa - Francisco Zaeta - Julio López Qüesta | - Conrado A. Lavallén | No elige               |
|                                                    | Unión Cívica Radical                | 2.912                | 30,21                | | |                        |
|                                                    | Partido Demócrata Progresista       | 2.470                | 25,63                | | |                        |
|                                                    | Partido Socialista                  | 20                   | 0,21                 | | |                        |
| Votos positivos                                    | Votos positivos                     | 9.638                | 96,65                | | |                        |
| Votos en blanco                                    | Votos en blanco                     | 334                  | 3,35                 | | |                        |
| Total de votos                                     | Total de votos                      | 9.972                | 100                  | | |                        |
| Electores registrados/participación                | Electores registrados/participación | 11.921               | 83,65                | | |                        |
| Vera 2 Electores y 1 Senador                       |                                     |                      |                      | | |                        |
| Partido                                            | Partido                             | Votos                | %                    | Electos | Electos | Electos                |
| Partido                                            | Partido                             | Votos                | %                    | Electores | Diputados | Senadores              |
|                                                    | Unión Cívica Radical                | 2.221                | 48,43                | - Eustaquio Mudry - Lorenzo A. Campodónico | No elige | - Manuel A. Treviño    |
|                                                    | Unión Cívica Radical de Santa Fe    | 1.997                | 43,55                | | |                        |
|                                                    | Partido Demócrata Progresista       | 348                  | 7,59                 | | |                        |
|                                                    | Partido Socialista                  | 20                   | 0,44                 | | |                        |
| Votos positivos                                    | Votos positivos                     | 4.586                | 93,88                | | |                        |
| Votos en blanco                                    | Votos en blanco                     | 299                  | 6,12                 | | |                        |
| Total de votos                                     | Total de votos                      | 4.885                | 100                  | | |                        |
| Electores registrados/participación                | Electores registrados/participación | 10.915               | 44,75                | | |                        |

### 9 de febrero de 1941
| Fórmula                             | Fórmula                             | Partido                             | Partido                             | Complementarias | Complementarias | Complementarias | Final total | Final total | Final total |
| Gobernador                          | Vicegobernador                      | Partido                             | Partido                             | Votos           | %               | Electores       | Votos       | %           | Electores   |
| ----------------------------------- | ----------------------------------- | ----------------------------------- | ----------------------------------- | --------------- | --------------- | --------------- | ----------- | ----------- | ----------- |
| Joaquín Argonz                      | Emilio G. Leiva                     |                                     | Unión Cívica Radical de Santa Fe    | 81.884          | 100             | 27/27           | 126.872     | 65,97       | 60/60       |
| Enrique Mosca                       | Juan del Matti                      |                                     | Unión Cívica Radical                | No participó    | No participó    |                 | 35.934      | 18,69       |             |
| Luciano Molinas                     | José N. Antelo                      |                                     | Partido Demócrata Progresista       | No participó    | No participó    | 29.119          | 15,14       |             |             |
|                                     |                                     |                                     | Partido Socialista                  | No participó    | No participó    | 387             | 0,20        |             |             |
| Votos positivos                     | Votos positivos                     | Votos positivos                     | Votos positivos                     | 81.884          | 74,71           | 192.312         | 85,49       |             |             |
| Votos en blanco                     | Votos en blanco                     | Votos en blanco                     | Votos en blanco                     | 27.716          | 25,29           | 32.630          | 14,51       |             |             |
| Total de votos                      | Total de votos                      | Total de votos                      | Total de votos                      | 109.600         | 100             | 224.942         | 100         |             |             |
| Electores registrados/participación | Electores registrados/participación | Electores registrados/participación | Electores registrados/participación | 217.266         | 50,45           | 374.972         | 59,99       |             |             |
| Fuentes:                            |                                     |                                     |                                     |                 |                 |                 |             |             |             |

#### Resultados por departamentos
| Belgrano 2 Electores                | Belgrano 2 Electores                | Belgrano 2 Electores | Belgrano 2 Electores | Belgrano 2 Electores | Belgrano 2 Electores | Belgrano 2 Electores |
| Partido                             | Partido                             | Votos                | %                    | Electores            |                      |                      |
| ----------------------------------- | ----------------------------------- | -------------------- | -------------------- | -------------------- | -------------------- | -------------------- |
|                                     | Unión Cívica Radical de Santa Fe    | 2.973                | 100                  | 2/2                  |                      |                      |
| Votos positivos                     | Votos positivos                     | 2.973                | 66,85                |                      |                      |                      |
| Votos en blanco                     | Votos en blanco                     | 1.474                | 33,15                |                      |                      |                      |
| Total de votos                      | Total de votos                      | 4.447                | 100                  |                      |                      |                      |
| Electores registrados/participación | Electores registrados/participación | 7.493                | 59,35                |                      |                      |                      |
| Castellanos 4 Electores             |                                     |                      |                      |                      |                      |                      |
| Partido                             | Partido                             | Votos                | %                    | Electores            |                      |                      |
|                                     | Unión Cívica Radical de Santa Fe    | 6.474                | 100                  | 4/4                  |                      |                      |
| Votos positivos                     | Votos positivos                     | 6.474                | 73,69                |                      |                      |                      |
| Votos en blanco                     | Votos en blanco                     | 2.311                | 26,31                |                      |                      |                      |
| Total de votos                      | Total de votos                      | 8.785                | 100                  |                      |                      |                      |
| Electores registrados/participación | Electores registrados/participación | 18.881               | 46,53                |                      |                      |                      |
| General Obligado 2 Electores        |                                     |                      |                      |                      |                      |                      |
| Partido                             | Partido                             | Votos                | %                    | Electores            |                      |                      |
|                                     | Unión Cívica Radical de Santa Fe    | 5.145                | 100                  | 2/2                  |                      |                      |
| Votos positivos                     | Votos positivos                     | 5.145                | 90,44                |                      |                      |                      |
| Votos en blanco                     | Votos en blanco                     | 544                  | 9,56                 |                      |                      |                      |
| Total de votos                      | Total de votos                      | 5.689                | 100                  |                      |                      |                      |
| Electores registrados/participación | Electores registrados/participación | 18.626               | 30,54                |                      |                      |                      |
| La Capital 4 Electores              |                                     |                      |                      |                      |                      |                      |
| Partido                             | Partido                             | Votos                | %                    | Electores            |                      |                      |
|                                     | Unión Cívica Radical de Santa Fe    | 19.669               | 100                  | 4/4                  |                      |                      |
| Votos positivos                     | Votos positivos                     | 19.669               | 85,30                |                      |                      |                      |
| Votos en blanco                     | Votos en blanco                     | 3.389                | 14,70                |                      |                      |                      |
| Total de votos                      | Total de votos                      | 23.058               | 100                  |                      |                      |                      |
| Electores registrados/participación | Electores registrados/participación | 46.033               | 50,09                |                      |                      |                      |
| Rosario 11 Electores                |                                     |                      |                      |                      |                      |                      |
| Partido                             | Partido                             | Votos                | %                    | Electores            |                      |                      |
|                                     | Unión Cívica Radical de Santa Fe    | 43.167               | 100                  | 11/11                |                      |                      |
| Votos positivos                     | Votos positivos                     | 43.167               | 68,60                |                      |                      |                      |
| Votos en blanco                     | Votos en blanco                     | 19.758               | 31,40                |                      |                      |                      |
| Total de votos                      | Total de votos                      | 62.925               | 100                  |                      |                      |                      |
| Electores registrados/participación | Electores registrados/participación | 110.893              | 56,74                |                      |                      |                      |
| San Javier 2 Electores              |                                     |                      |                      |                      |                      |                      |
| Partido                             | Partido                             | Votos                | %                    | Electores            |                      |                      |
|                                     | Unión Cívica Radical de Santa Fe    | 1.368                | 100                  | 2/2                  |                      |                      |
| Votos positivos                     | Votos positivos                     | 1.368                | 96,88                |                      |                      |                      |
| Votos en blanco                     | Votos en blanco                     | 44                   | 3,12                 |                      |                      |                      |
| Total de votos                      | Total de votos                      | 1.412                | 100                  |                      |                      |                      |
| Electores registrados/participación | Electores registrados/participación | 4.425                | 31,91                |                      |                      |                      |
| Vera 2 Electores                    |                                     |                      |                      |                      |                      |                      |
| Partido                             | Partido                             | Votos                | %                    | Electores            |                      |                      |
|                                     | Unión Cívica Radical de Santa Fe    | 3.088                | 100                  | 2/2                  |                      |                      |
| Votos positivos                     | Votos positivos                     | 3.088                | 94,03                |                      |                      |                      |
| Votos en blanco                     | Votos en blanco                     | 196                  | 5,97                 |                      |                      |                      |
| Total de votos                      | Total de votos                      | 3.284                | 100                  |                      |                      |                      |
| Electores registrados/participación | Electores registrados/participación | 10.915               | 30,09                |                      |                      |                      |